# Urmein
Urmein (rm. Urmagn) – miejscowość i gmina w Szwajcarii, w kantonie Gryzonia, w regionie Viamala.

## Demografia
W Urmein mieszka 150 osób. W 2020 roku 6,7% populacji gminy stanowiły osoby urodzone poza Szwajcarią. 